# Allium rhizomatum
Allium rhizomatum là một loài thực vật có hoa trong họ Amaryllidaceae. Loài này được Wooton & Standl. mô tả khoa học đầu tiên năm 1913.